# كركورة
كركورة منطقة غير مأهولة تقع على بعد 90 كم جنوب غرب مدينة بنغازي في ليبيا على ساحل البحر مقابلة لقرية المقرون التي تبعد عنها ثمانية كيلومترات. تشتهر بشاطئها الجميل مايجعلها مقصداً سياحياً كذلك بإنتاج الملح. تفصلها عن المقرون سبخة ضخمة تجعل منها جزيرة لا يربطها بها سوى طريق بعرض 10 م.

## تسمية

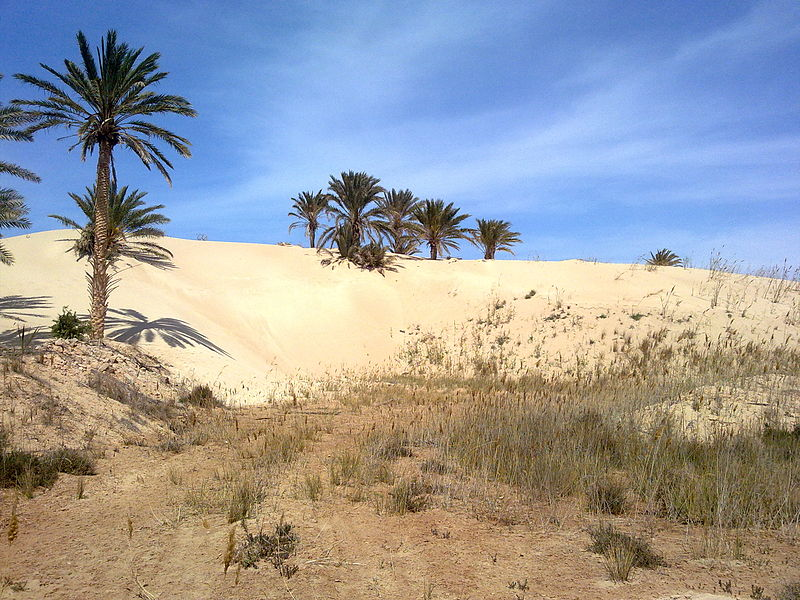
نخيل بكركورة.

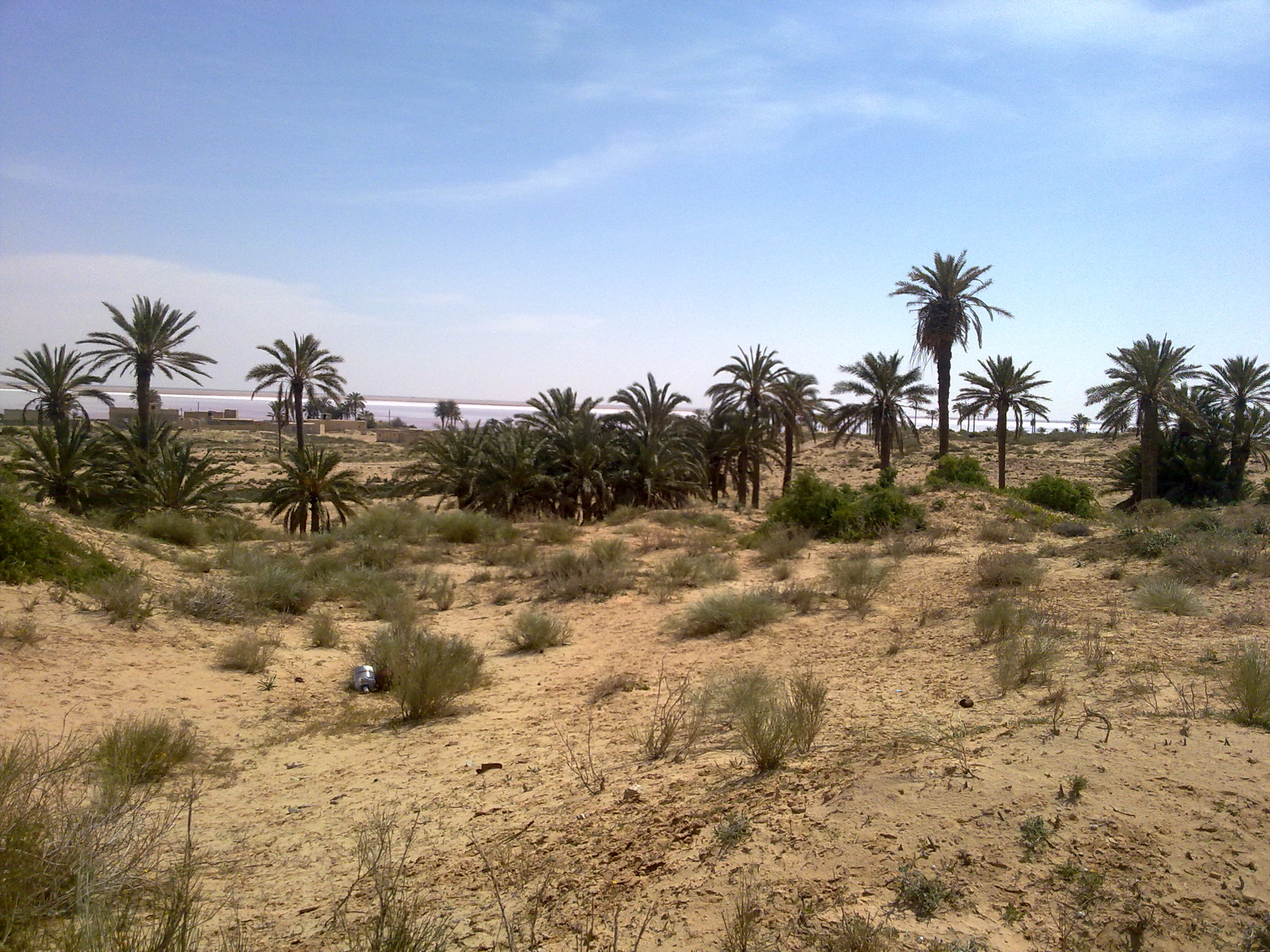
شاطئ كركورة.

قد يرجع السبب إلى مصطلح «كركورة» إلى البئر العميق الذي لا قاع له نسبه للسبخ العميق المحيط بها.